# Kapelusz

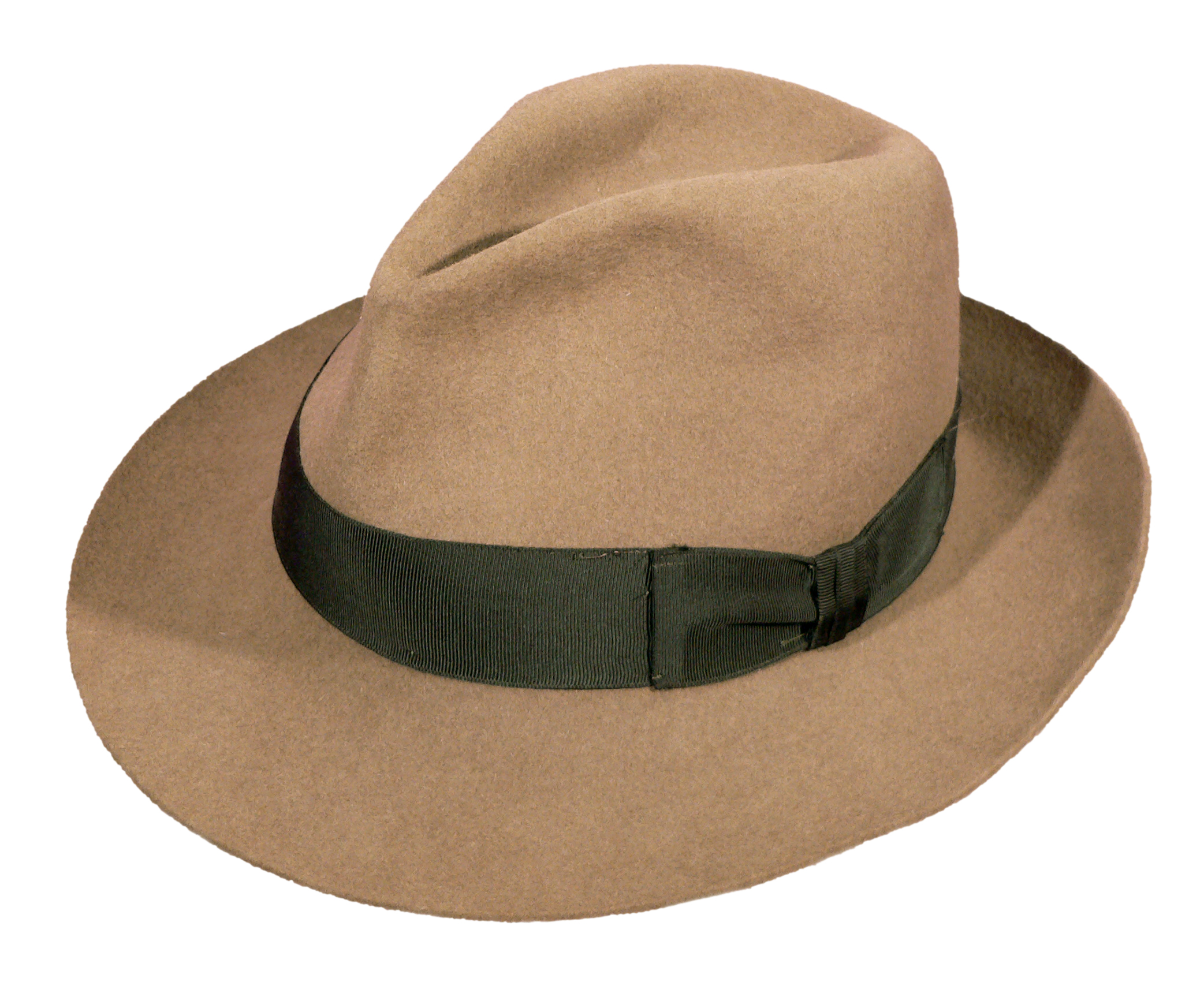
Fedora – przykład męskiego kapelusza o klasycznej formie

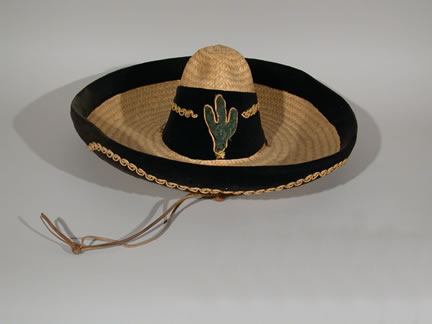
Sombrero

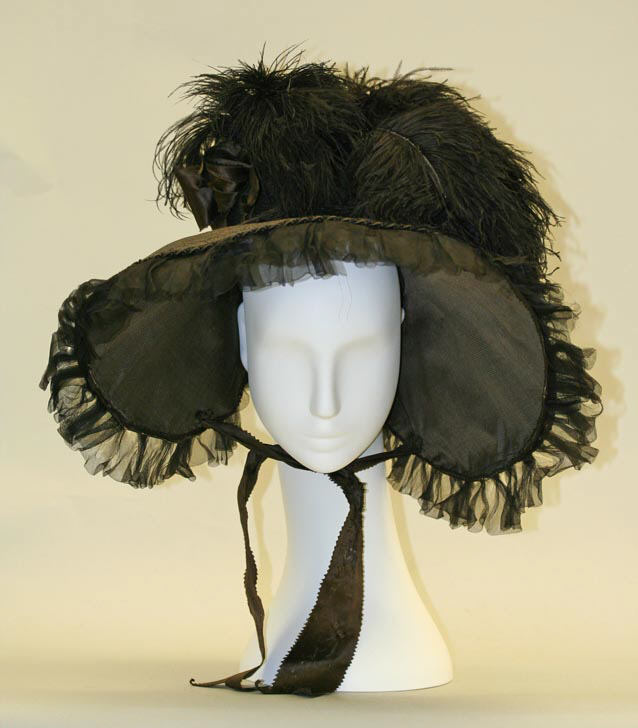
Budka z XIX wieku

Kapelusz (śrdw. łac. capellus) – nakrycie głowy składające się z płaskiego, otokowego ronda oraz wypukłej główki, wykonywane z różnorodnych materiałów.
Nakrycia te wytwarzane są tak z filcu czy skóry, jak i z tkanin lub z roślinnej słomki. Mogą być zarówno damskie (często zdobione dodatkami), jak i męskie (przeważnie z typową główką i rondem), a ich kształt i fason często ściśle nawiązuje do mody danej epoki.
Popularne rodzaje (odmiany) i typy (fasony) kapeluszy męskich to między innymi:
- bikorn (dwuróg, kapelusz stosowany, „pieróg”)
- borsalino
- cylinder
- fedora
- homburg
- kanotier
- kłobuk
- melonik
- montera
- panama
- sombrero
- stetson
- szapoklak
- trikorn (trójgraniasty)
- trilby
- kapelusz tyrolski

Do nietypowych damskich kapeluszy należą:
- budka (kapotka)
- toczek

W Azji uniwersalny dla obu płci jest kapelusz stożkowy – wykonany z ryżowej słomy i noszony zwłaszcza w części południowo-wschodniej (w takich krajach jak Chiny, Kambodża, Indonezja, Japonia, Korea (Północna i Południowa), Filipiny, Indie, i Wietnam).